# Şener Özbayraklı
Şener Özbayraklı (Borçka, 23 januari 1990) is een voormalig Turks voetballer die bij voorkeur als rechtsback speelde. In 2015 debuteerde hij voor Turkije.

## Clubcarrière
Özbayraklı speelde veertien competitiewedstrijden voor Keçiörengücü, dat hij in 2010 verliet voor Bugsaşspor. Na drie seizoenen trok de rechtsachter naar Bursaspor. Op 19 januari 2014 debuteerde hij voor Bursaspor tegen Kayserispor. Op 15 maart 2013 maakte hij zijn eerste doelpunt voor Bursaspor tegen Trabzonspor. In juli 2015 zette hij zijn handtekening onder een vierjarige verbintenis bij Fenerbahçe SK.
In juli 2019 zette hij zijn handtekening onder een tweejarige verbintenis bij Galatasaray.

## Interlandcarrière
Op 31 maart 2015 debuteerde hij voor Turkije in een vriendschappelijke interland tegen Luxemburg. Hij speelde de volledige wedstrijd, die Turkije met 1–2 won. Met Turkije nam Özbayraklı in juni 2016 deel aan het Europees kampioenschap voetbal 2016 in Frankrijk. Na nederlagen tegen Spanje (0–3) en Kroatië (0–1) en een overwinning op Tsjechië (2–0) was Turkije uitgeschakeld in de groepsfase.